# رياضيات تقليدية
الرياضيات التقليدية (أحيانًا تعليم الرياضيات التقليدي) كانت الطريقة السائدة لتعليم الرياضيات في الولايات المتحدة في أوائل القرن العشرين وحتى منتصفه. هذا يتناقض مع الأساليب غير التقليدية لتعليم الرياضيات. تعرض تعليم الرياضيات التقليدي للتحدي من قبل العديد من حركات الإصلاح على مدى العقود العديدة الماضية، ولا سيما الرياضيات الجديدة، وهي الآن مجموعة من الأساليب البديلة مهجورة إلى حد كبير وتعرضت لفقدان المصداقية، وآخرها إصلاح أو الرياضيات القائمة على المعايير على أساس معايير NCTM، والتي يتم دعمها فيدراليًا وتم تبنيها على نطاق واسع، ولكنها تخضع لانتقادات مستمرة.